# Gustav Hegi
Gustav Hegi (13 de novembre de 1876, Rickenbach - 21 d'abril de 1932, Küsnacht) fou un botànic suís.
Va ensenyar a Múnic i va estudiar la flora de l'Europa central.

## Algunes publicacions

### Llibres
- 1905. Alpenflora. Die verbreitetsten Alpenpflanzen von Bayern, Österreich und der Schweiz. J. F. Lehmanns Verlag München 1905; 25ª ed. herausgegeben von Herbert Reisigl. Parey Verlag, Berlin 1977
- Gustav Hegi, Karl Heinz Rechinger, Annelis Schreiber. 1957. Flora von Mitteleuropa, Volum 1, Volum 6 de Illustrierte Flora von Mitteleuropa : zum Gebrauch in den Schulen und zum Selbstunterricht. E. Hanser. 452 p.
- 1997. Illustrierte Flora von Mitteleuropa. (originalment, de 1906 a 1929, en dotze vols.) 7 vols. en Tl.Bdn. o. Lieferungen, vol.4/1, Angiospermae: Dicotyledones 2 per Gustav Hegi, Hans J. Conert, Eckehart J. Jäger, Joachim W. Kadereit, Friedrich Markgraf, Wolfram Schultze-Motel. 447 pàg. ISBN 3-489-54020-4 en línia de Universitäts- und Landesbibliothek Düsseldorf o del Repositori Digital d'Instituts Científics (Pol·len):
  - 1. Pteridophyta, Gymnospermae und Monocotyledones. 1906
  - 2. Monocotyledones. 1907
  - 3. Dicotyledones. 1912
  - 4,1. Dicotyledones. 1919
  - 4,3. Dicotyledones. 1924
  - 5,2. Dicotyledones. 1926
  - 5,3. Dicotyledones. 1927
  - 6,1. Dicotyledones. 1918

## Honors

### Eponimia
- (Scrophulariaceae) Euphrasia hegii Vollm.[1]L'abreviació botànica estandarditzada per citar un tàxon descrit per aquest autor és Hegi[2]